# Michael Marks
Michael Marks (mezi lety  1859–1864, Slonim – 31. prosinec 1907, Salford) byl britský obchodník židovského původu narozený na území dnešního Běloruska (tehdy Ruská říše). Byl jedním ze dvou zakladatelů firmy Marks & Spencer.

## Život
Z Běloruska emigroval roku 1882 a usadil se v anglickém Leedsu. Nastoupil do firmy Barran, o níž se vědělo, že zaměstnává židovské emigranty. Brzy se však rozhodl postavit se na vlastní nohy. Roku 1884 se setkal s Isaacem Dewhirstem, majitelem skladiště v Leedsu. Nabídl mu, že bude s jeho zbožím jezdit po okolních vesnicích a prodávat ho. Projekt měl úspěch a Marks získal základní kapitál, aby si mohl otevřít vlastní obchůdek v Leedsu. Poté udělal šťastné rozhodnutí, když si pronajal stánek v nové velké tržnici v Leedsu. Uspěl s modelem „vše za jednu penny“, přičemž stále prodával zboží všeho druhu. Brzy si pronajal podobné stánky v tržnicích v Yorkshiru a Lancashiru.
Roku 1894 pochopil, že další expanzi může provést, jen když získá nový kapitál. Místo úvěru se rozhodl hledat nového partnera. Oslovil Dewhirsta, ale ten mu doporučil svého pokladníka Thomase Spencera, který právě hledal možnost, kde investovat. Za 300 liber se Spencer stal majitelem poloviny firmy. Tak vznikla dnes proslavená značka Marks & Spencer. Marks a Spencer si rozdělili vhodně kompetence – Spencer řídil skladování a obchodní kancelář, s čímž měl bohaté zkušenosti, a Marks nadále obhospodařoval stánky v tržnicích. Rodilý Angličan Spencer měl navíc velmi dobré vztahy s malými místními producenty a dokázal od nich získat výhodnější nákupní ceny. Firma začala rychle expandovat, otevřela obchody v Manchesteru, Birminghamu, Liverpoolu, Middlesbrough, Sheffieldu, Bristolu, Hullu, Sunderlandu a Cardiffu. Roku 1897 firma vystavěla nové velké skladiště v Manchesteru. To se stalo novým centrem firmy, která nadále sázela na všestrannost a měla už 36 obchodů. Roku 1897 se Marks stal britským občanem. Roku 1903 se jeho firma stala kapitálovou obchodní společností. Za rok šel Spencer do důchodu, zatímco Marks řídil firmu až do své smrti roku 1907.